# Salpingoeca rosetta
Salpingoeca rosetta ist eine seltene marine eukaryotische Art aus der Choanoflagellaten-Gattung Salpingoeca James-Clark, 1866.
Sie bildet verschiedenartige Kolonien, in denen einer Reihe von Zellen in eine gallertartige Matrix eingebettet ist: „konventionelle“ kettenförmige und (namensgebende) arbeitsteilige rosettenförmige.

## Synonyme
Die Spezies (d. h. der Referenzstamm ATCC 50818) wurde ursprünglich der Gattung Proterospongia aus derselben Familie Salpingoecidae (bzw. Klade Craspedida) zugeordnet.
- Salpingoeca rosetta Dayel et al. 2011[1][5][2][6][7]

Synonyme:
- Salpingoeca sp. ATCC 50818
- Proterospongia sp. ATCC 50818

## Etymologie
Salpingoeca rosetta wurde nach den rosettenförmigen Kolonien benannt, die von seinen Zellen gebildet werden.

## Genom
Das Genom von Salpingoeca rosetta wurde mit besonderem Augenmerk auf die Evolution der Vorfahren bzw. Verwandten der Metazoa untersucht.
Es hat eine Größe von 55 Mbp (Megabasenpaaren). Es finden sich Homologe von Genen für die Zelladhäsion, für Neuropeptide und den Stoffwechsel von Glyko-Sphingolipiden (glykosylierten Sphingolipiden). Sphingolipide findet man häufig in Nervengewebe von Tieren (inkl. Mensch), wo sie eine wichtige Rolle in der Signaltransduktion und der Interaktion einzelner Nervenzellen spielen. All dies weist auf eine enge Verwandtschaft der Gattung mit Tieren (Metazoa) hin.

## Reproduktion

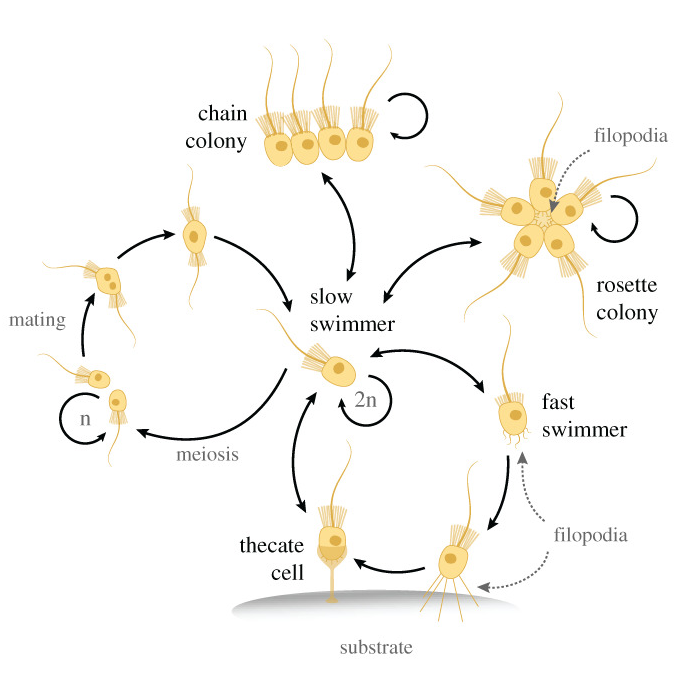
Die Zellen der Art Salpingoeca rosetta kommen in fünf verschiedenen Lebensstadien mit unterschiedlichen Morphotypen vor. Der asexuelle Lebenszyklus (oben rechts) umfasst ein einzelliges sessiles Thekatenstadium (als am Substrat haftender Einzeller), langsam und schnell schwimmende einzellige Stadien, sowie zwei Arten klonaler Kolonialstadien (Ketten- und Rosettenkolonien). Drohender Hungertod löst einen Sexualzyklus aus (links), bei dem die haploiden („n“) Zellen (die sich auch asexuell teilen können) sich anisogam paaren. Die resultierenden diploiden („2n“) Zellen (langsame Schwimmer) durchlaufen eine genetische Rekombination, aus einer späteren Meiose resultieren wieder haploide Zellen.

Individuen der Art S. rosetta können zu fünf klar unterscheidbaren Kragengeißelzelltypen (Morphotypen) differenzieren.
Die Art hat einen sexuellen Reproduktionszyklus mit einem Wechsel zwischen haploiden und diploiden Stadien. Bei Nährstoffmangel werden die üblicherweise haploide Kulturen von Salpingoeca rosetta diploid, indem kleine, begeißelte Zellen mit größeren, ebenfalls begeißelten Zellen „anisogam“ verschmelzen. Es gibt auch Beweise für historische Gen-Rekombination durch solche Paarungsereignisse bei Salpingoeca rosetta.
Salpingoeca rosetta kann auch durch das Meeresbakterium Aliivibrio fischeri (früher Vibrio fischeri) zur sexuellen Fortpflanzung angeregt werden. Dabei ist es ein einziges Protein dieser Bakterien, EroS, das die „aphrodisierende“ Wirkung der lebenden Bakterien vollständig auslöst.

### Kolonien
S. rosetta kann mehr- bis vielzellige und rosettenförmige Zellkolonien ausformen.
Der Reiz für die Differenzierung zum Kragengeißelzelltyp der Rosetten-Kolonien besteht aus dem Stoff RIF-1 (rosette inducing factor 1), einem Sulfonolipid.
Es wird von Bakterien der Gattung Algoriphagus sowie nahe verwandten Organismen aus dem Bakterienstamm der Bacteroidetes produziert und möglicherweise ins Wasser abgegeben.
Die Bakterien dienen S. rosetta als Nahrung; man vermutet, dass die Rosetten-Kolonien ein Bakterienvorkommen effektiver verzehren können, als dies einer einzelnen Kragengeißelzelle möglich wäre.
Bei S. rosetta gibt es grob zwei Arten klonaler Kolonialstadien, in denen benachbarte Zellen durch interzelluläre Brücken miteinander verbunden sind: Ketten- und Rosettenkolonien.
Die Rosettenkolonien zeigen ein sehr primitives Niveau der Zelldifferenzierung und -spezialisierung. Innen befindet sich eine amöboide Zelle mit Filopodien. Um diese herum sind nach außen geißeltragende Zellen mit den Kragenstrukturen angeordnet; letztere sind in der Lage, die Zellkolonie durch das Wasser zu bewegen.
Die Zellen stehen untereinander in Verbindung außer mit den Filopodien auch mit Zellplasma-gefüllten Membranschläuchen (Plasmabrücken). Diese Plasmabrücken werden durchschnittlich einen dreiviertel Mikrometer lang und verbinden die Zellen der Kolonie in einem unregelmäßigen Netzwerk und dienen evtl. zur zeitweiligen Kommunikation zwischen den Zellen – alternativ könnten die Plasmabrücken auch einfach bestehen bleibende Verbindungen zwischen zwei Tochterzellen darstellen, die aus einer gemeinsamen Zellteilung hervorgegangen sind.
Die amöboiden Zellen stülpen um die acht Scheinfüßchen aus, ihre Zellleiber zeigen gelegentlich unregelmäßige Vorwölbungen und jede Zelle birgt in ihrem Zellleib etwa fünf Makropinosomen. Die Zellen einer solchen Kolonie unterscheiden sich untereinander auffällig in der Größe, die Volumina ihrer Zellkörper schwanken ungefähr zwischen zehn und vierzig Kubikmikrometern (µm³).
Außerdem können innerhalb der Rosetten-Kolonien zwei besondere längliche Zelltypen gefunden werden, deren Zellleiber an Karotten oder Chili-Schoten erinnern.
Ein vergleichbares Maß an zellulärer Differenzierung und Spezifizierung ist auch bei Schwämmen zu beobachten. Schwämme haben den Choanoflagellaten ähnliche Kragenzellen, auch Choanozyten genannt, sowie amöboide Zellen, die in einer gallertartigen Matrix angeordnet sind.
Im Gegensatz zu S. rosetta haben Schwämme noch andere Zelltypen, die unterschiedliche Funktionen ausüben. Außerdem schlagen die Kragenzellen der Schwämme in Kanälen im Innern des Schwammkörpers, während die Kolonien von Salpingoeca rosetta keine inneren Kanäle haben. Trotz dieser geringfügigen Unterschiede gibt es deutliche Hinweise darauf, dass Choanoflagellaten-Gattung Proterospongia und die Metazoa eng miteinander verwandt sind.
Die Kolonien werden zusammengehalten durch Adhäsionsmoleküle, darunter Adhäsionsproteine aus der Familie der Cadherine, von denen man lange Zeit annahm, dass sie nur in Metazoen-Organismen vorkommen.
Neuere Erkenntnisse deuten zudem darauf hin, dass ein bakterielles Sulfonolipid, der vom Bakterium Algoriphagus machipongonensis produzierte „rosetteninduzierende Faktor 1“ (englisch rosette inducing factor 1, RIF-1), die Bildung der Rosettenkolonien in Salpingoeca rosetta induziert.
Die Wirkung von RIF-1 auf die Koloniebildung in Salpingoeca rosetta weist darauf hin, dass eine Interaktionen zwischen Bakterien und Eukaryonten zur Multizellularität der letzteren geführt haben könnte.

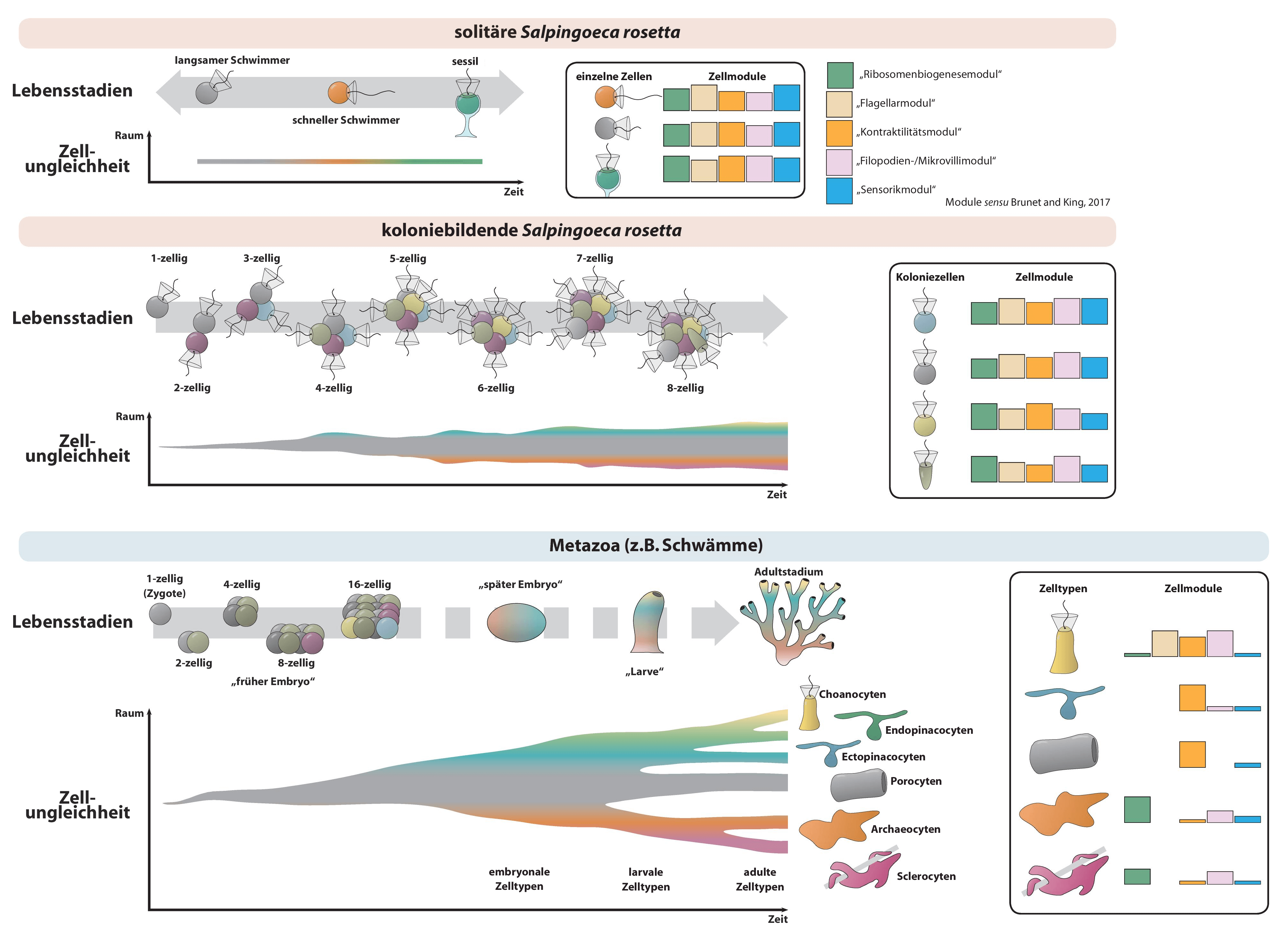
Hypothese zu räumlicher und zeitlicher Ausbildung von Zellungleichheit bei einzelnen Zellen und Kolonien von Salpingoeca rosetta und Metazoen (z. B. Schwämmen). Die solitären Stadien umfassen drei Zelltypen, die verschieden stark ausgeprägte Zellmodule (Geißeln, Filopodien) aufweisen. Bei kolonialen Stadien gibt treten verschiedene Zelltypen auch räumlich getrennt auf (statt nur zeitlich). Mit zunehmender Größe der Kolonie nimmt die Wahrscheinlichkeit verschiedener Zelltypen in der Kolonie zu.
Bei Metazoen wächst die Anzahl der Zellen in deutlich höherem Maße, was zu einer hochgradigen Zellungleichheit führt. Während der Entwicklung eines Individuums differenzieren sich die Zellen in verschiedene Zelltypen, die jeweils eine spezifische Garnitur von Zellmodulen aufweisen.

Siehe auch Entwicklung von Einzellern zu Vielzellern.

## Wechsel in die amöboide Form

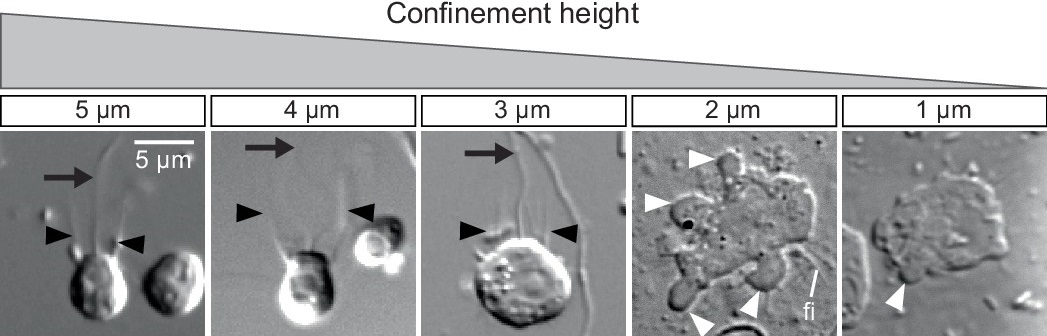
Das Einzwängen induziert bei Salpingoeca rosetta den amöboiden Phänotyp (repräsentative Beispiele zu verschiedenen Begrenzungshöhen).

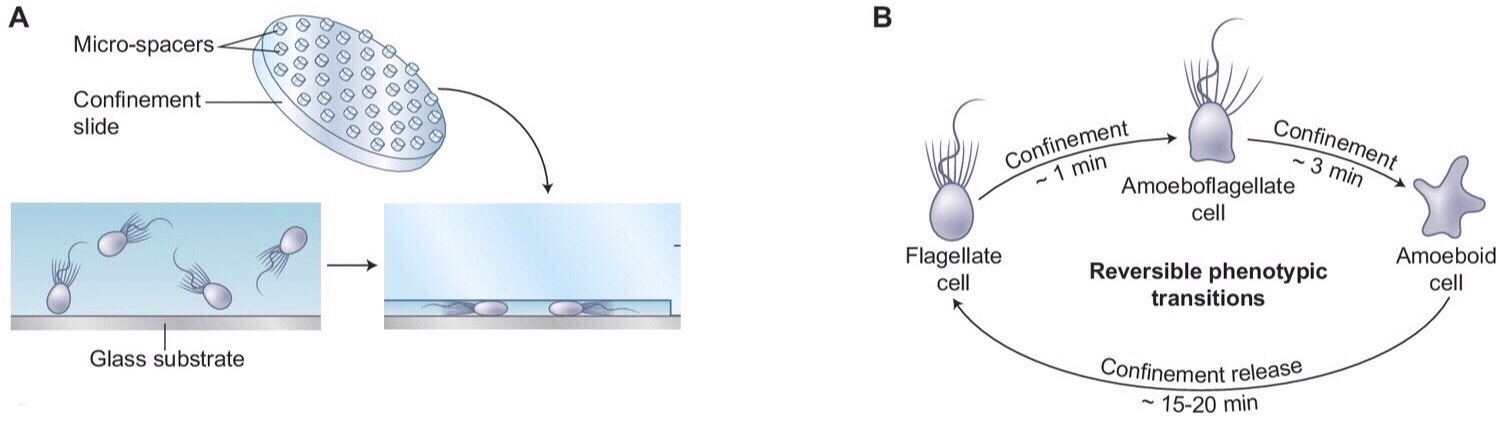
Eingeschlossene Zellen von Salpingoeca rosetta wechseln zur amöboiden Form:
(A) Freischwimmende Zellen (unten links) wurden mit Hilfe von spezieller Objektträger (oben) in einer festen Höhe eingeschlossen (unten rechts).
(B) Eingeschlossene Zellen durchliefen einen raschen Übergang, von der normalen Flagellatenform zu einer Amöboflagellatenform und schließlich zur reinen amöboiden Form (anfangs noch mit Kragenmikrovilli).
Nach Aufhebung der Begrenzung Rückkehr in den normalen begeißelten Zustand.

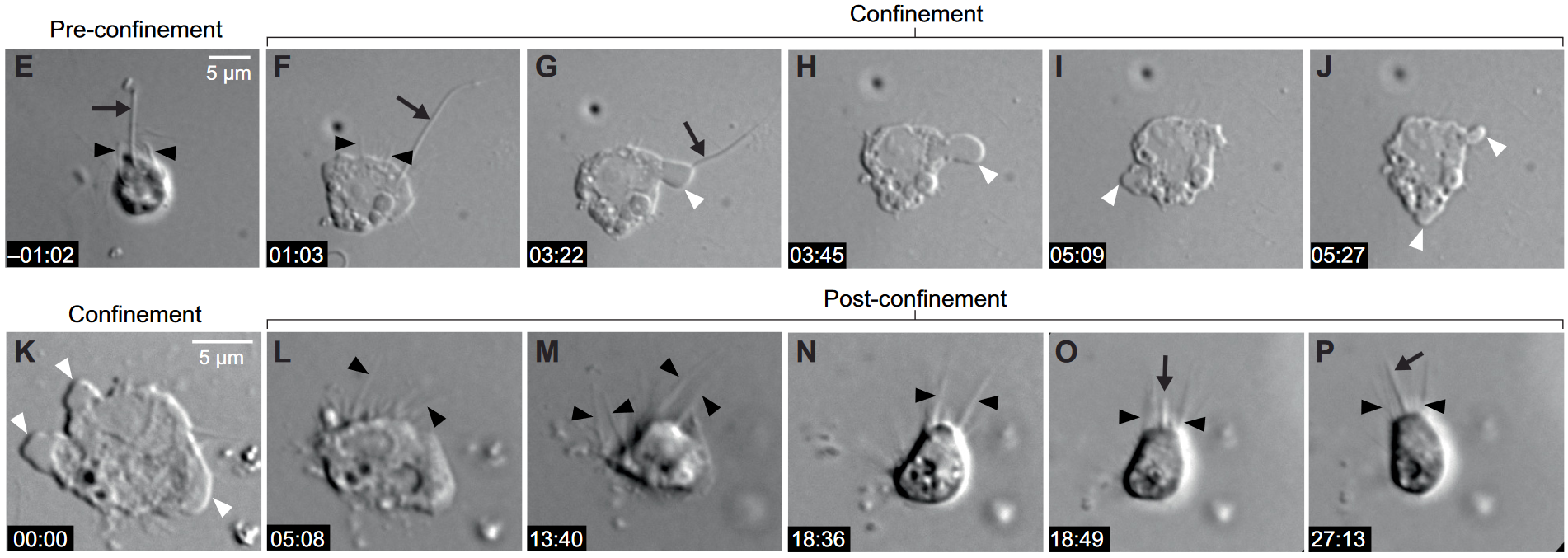
(E-J) Zeitreihen einer Zelle von Salpingoeca rosetta, die bei Einzwängen in 2 μm in die amöboide Form übergeht.
(K-P) Zeitreihen einer amöboiden Zelle von Salpingoeca rosetta, die nach der Befreiung aus der Begrenzung wieder in die Flagellatenform zurückkehrt.
Weiße Pfeilspitzen: dynamische Ausstülpungen, schwarze Pfeilspitzen: Kragenmikrovilli, schwarze Pfeile: Geißel.
Die Zeitangaben in den schwarzen Kästen sind in min:sec angegeben.

Die amöboide Form zeigen bei Salpingoeca rosetta nicht nur die Zellen im Innern einer Rosettenkolonie.
Werden die kragentragenden Flagellaten von Salpingoeca rosetta eingesperrt (englisch confinement), dann wechseln sie unterhalb von ca. 3 µm ebenfalls in diese Form, die ein Entkommen aus der Enge ermöglicht. Die Zellen ziehen dazu ihre Geißeln ein und aktivieren die amöbenhafte Myosin-basierte Motilität.
Diese Umstellung ist in der gesamten Vielfalt der Choanoflagellaten konserviert.
Das Beibehalten des fakultativen Phänotyps einer amöboiden Zelle sowie die konservierte Rolle von Myosin deuten auf eine Homologie der amöboiden Motilität den Abstammungslinien von bei Tieren und Choanoflagellaten hin.
Thibaut Brunet et al. (2921) vermuten, dass sich die Differenzierung zwischen tierischen Epithelzellen (Flimmerepithel, Haarsinneszellen) und Krabbelzellen (Leukozyt) aus einem stressbedingten Wechsel zwischen der begeißelten und der amöboiden Form in ihren einzelligen Vorfahren entwickelt haben könnte.

## Weiterführende Literatur
- Jeffrey Colgren, Pawel Burkhardt: Electrical signaling and coordinated behavior in the closest relative of animals. In: Science Advances, Band 11, Nr. 2, 8. Januar 2025; doi:10.1126/sciadv.adr7434 (englisch). Dazu:
  - Biologists Find Evidence for Electrical Signaling and Coordinated Behavior in Choanoflagellates. Auf: Sci.News vom 8. Januar 2025.